# 마크 번
마크 존 번(Mark John Bunn, 1984년 11월 16일 ~ )는 잉글랜드의 전 축구 선수이다. 현역 시절 포지션은 골키퍼였다.